# Anselmo Centeno
Anselmo Centeno fue un político peruano. Su descendencia daría lugar a la familia Romainville Garmendia, una de las principales familias hacendadas e industriales del departamento del Cusco. Fue uno de los personajes más importantes del sector monetario-financiero del Cusco  desde el fin del gobierno colonial e inicios de la República.
En 1824, luego del triunfo definitivo en la batalla de Ayacucho que motivó que la Real Audiencia del Cusco reconociera la independencia del Perú, el entonces primer prefecto Agustín Gamarra lo nombró jefe de la Casa de Moneda del Cusco. El 22 de enero de 1835, tras reunirse en el Cabildo los miembros de la Sociedad Hospitalaria y 40 personas "principales" de la ciudad, se levantó el acta de fundación de la Sociedad de Beneficencia del Cusco. En ella se nombró como director al señor Anselmo Centeno y como vicedirector al señor Juan Bautista Cernadas. Por esos años, luego de la batalla de Yanacocha, Centeno se enemistó con Agustín Gamarra al no prestarle ayuda en su huida.
Fue elegido diputado por el departamento del Cusco en la Asamblea de Sicuani que estableció la independencia de los departamentos peruanos de Cusco, Puno, Arequipa y Ayacucho y la creación del Estado Sud-Peruano en el marco de la Confederación Perú-Boliviana. En esos mismos meses tendría el cargo de prefecto del Cusco.
Centeno se mantuvo al frente de la Casa de Moneda hasta el triunfo de Agustín Gamarra y el fin de la Confederación Perú-Boliviana. Tras esta, Centeno fue reprimido por el prefecto gamarrista Torrico quien le propinó azontes en la plaza Regocijo al negarse Centeno al pago de una multa de 50,000 pesos. La humillación del castigo motivó el retiro de Centeno de su ciudad natal rumbo a Arequipa siendo objeto de burla incluso en la ciudad de Lima. Regresaría en 1841 cuando su hija, María Ana Centeno Sotomayor, adquirió la hacienda de Pucuto en la provincia de Quispicanchi